# Groene newtonia
De  groene newtonia (Newtonia amphichroa)  is een zangvogel uit de familie Vangidae (vanga's).

## Verspreiding en leefgebied
Deze soort is endemisch in Madagaskar en telt twee ondersoorten:
- N. a. amphichroa Reichenow, 1891: noordelijk Madagaskar
- N. a. lavarambo Goodman, Younger, Raherilalao & Reddy, 2018: zuidelijk  Madagaskar. Deze ondersoort is als fylogenetische soort beschreven maar wordt in versie 12.1 van de IOC World Bird List geplaatst als ondersoort.

## Status
De grootte van de populatie is niet gekwantificeerd maar de soort wordt omschreven als algemeen in bergbossen. Op de Rode lijst van de IUCN heeft deze soort de status niet bedreigd.